# Master and Man (film 1934)
Master and Man è un film del 1934 diretto da John Harlow e scritto da Wallace Lupino, un attore britannico che ne è anche l'interprete principale.

## Produzione
Il film fu prodotto dalla British International Pictures (BIP), una compagnia di produzione cinematografica fondata qualche anno prima, nel 1927, da John Maxwell.

## Distribuzione
Venne distribuito dalla Pathé Pictures International.